# Pădurea (povestire)
„Pădurea” (titlu original Process) este o povestire științifico-fantastică de A. E. van Vogt. A fost publicată în România în culegerea Primul marțian (traducător Mihai-Dan Pavelescu) și în Franța ca Bucolique. Este una dintre cele mai cunoscute, mai traduse și mai publicate povestiri ale autorului.

## Rezumat
Pe o planetă, există păduri conștiente și inteligente. Pentru a supraviețui împotriva competitorilor lor, alte păduri, acestea au dezvoltat strategii de combatere și de ocolire a acestora. Pădurile cunosc pacea precum și războiul.
Într-o zi, o pădure (care este personajul central, eroina povestirii) detectează sosirea a ceva care vine nu dintr-o pădure din apropiere, ci din bolta cerului. Este o navă spațială. Pădurea cu siguranță nu știe ce este, dar a înțeles că este un dușman care trebuie învins.
Ea atacă nava spațială și, fără să fie conștientă de natura ei, începe să o distrugă folosind micro-rădăcini. Nava se eliberează anihilând o întreagă zonă de pădure cu o energie distructivă teribilă. Pădurea își amintește apoi care este sursa energiei și începe să aducă la suprafață un minereu, pe care inamicul îl colectează folosind roboți. Odată ce nava a zburat, pădurea ajunge la concluzia că minereul, uraniu 235, ar putea fi folosit la fabricarea de arme.
Înarmată cu aceste arme, ea a distrus apărarea unei păduri vecine, i-a ocupat teritoriul și a durat ceva timp ca să-l „digere" pe vecinul său. După ce atacă o altă pădure, aceasta din urmă ripostează folosind arme nucleare. Se stabilește un modus vivendi tacit, după ce ambele păduri au fost la un pas de moarte.”
Și ulterior, de fiecare dată când o navă spațială se întoarce pentru a ateriza pe această planetă, va readuce la viață și va redescoperi amintiri îngropate în păduri.

## Titlu
Titlul original Proces evocă ideea a ceva inevitabil, care nu se poate decât să se întâmple și să se repete.
Povestirea sugerează implicit și faptul că pe Pământ, în timpul Războiului Rece (1947-1991), blocurile opuse, occidental și sovietic, ar putea fi angajate în același tip de proces, o confruntare finală și apocaliptică fiind inevitabilă.
Titlul în franceză, Bucolique, se joacă cu termenul rural și pașnic legat de păduri, de lumea vegetală (pastoral, idilic), cu conținutul povestirii, care relatează conflicte apocaliptice, cu folosirea armelor nucleare.

## Publicație
Povestea a apărut inițial în 1950 în The Magazine of Fantasy & Science Fiction.